# Кут (театр)
Хмельницький міський монотеатр «Кут» — стаціонарний театр одного актора, створений у грудні 1992 році у місті Хмельницький. Засновником, директором та єдиним актором є народний артист України Володимир Смотритель. Головною метою театру є відродження українського камерного драматичного мономистецтва.
Театр має невеличке фоє, кав'ярню, актовий зал на 80 місць, технічні цехи, майстерню, костюмерну та адміністративні кімнати. Штат театру — 7 осіб.
У квітні 2023 року розглядалося питання про припинення закладу шляхом приєднання до Хмельницького міського будинку культури. На той час керівник театру звільнився та залишив Україну.

## Репертуар
В діючому репертуарі театру є 13 різножанрових моновистав:
- «Прокляті роки»
- «Сало в шоколаді»
- «Поет і кат»
- «Я — Клоун!»
- «Гоголь: реінкарнація»
- «Магія душі»
- «Ін'єкція щастя»
- «Словоспів»
- «Акомпаніатор»
- «Мазепа»
- «Лоліта»
- «Не промовчи Шевченка у собі…»
- «Дурман кульки»

## Нагороди
Володимир Смотритель є володарем гран-прі всеукраїнських та міжнародних театральних конкурсів. Є засновником Всеукраїнського фестивалю мономистецтв «Розкуття». Головні номінації: моновистава, поезія, авторська пісня, інструментальна музика, гумор, сатира, оригінальний жанр. Фестиваль проходить протягом 5 вечорів. Володимир Смотритель є директором міжнародного фестивалю моно-вистав «Відлуння». Цей фестиваль — єдиний, який від України входить в ЮНЕСКО. Він засновник мистецького проекту «Молода еліта міста», який діє протягом всього освітянського року для молоді 10-11 класів.